# Iván Ania
Iván Ania Cadavieco (Oviedo, Asturias; 24 de octubre de 1977) es un exfutbolista y entrenador de fútbol español. Jugó de centrocampista y desarrolló gran parte de su carrera deportiva en el Real Oviedo. Actualmente dirige al Córdoba C. F. de la Segunda División de España.

## Trayectoria

### Como jugador
Debutó en Primera División con el Real Oviedo el 11 de junio de 1995 en el derbi asturiano ante el Real Sporting de Gijón, partido que terminó con victoria del equipo de la capital del Principado por 1-0.
En octubre de 2008 tras un año sabático, se comprometió con el Club Deportivo Covadonga de la Tercera División esperando mejores ofertas que no llegaron. Debutó en la séptima jornada de Liga en el partido que su equipo jugó a domicilio contra el Cudillero. Jugó un total de veintiséis partidos esa temporada, en los que logró seis goles y ayudó a que su equipo mantuviese la categoría.
Al final de la campaña volvió al Oviedo, de la Segunda División B, para retirarse definitivamente de la práctica del fútbol al final de temporada 2009/10.
Disputó la Liga de Fútbol Indoor, en la que se encuentran los veinte mejores clubes de la historia del fútbol español, con el Real Oviedo. También ejerció temporalmente como colaborador en los comentarios de los partidos del Real Oviedo en la Televisión del Principado de Asturias (TPA).

### Como entrenador
En diciembre de 2011 firmó como entrenador del Covadonga. Permaneció allí hasta el año 2013.
Entre los años 2013 y 2015 dirigió al Real Oviedo Vetusta de la Tercera División.
En 2015, tras dejar el  Real Oviedo Vetusta, se comprometió con el Caudal Deportivo, donde debutó con una victoria por 2-0 contra el TSK Roces en el Grupo II de la Tercera División de España, la temporada siguiente consigue el ascenso a la Segunda División B de España tras vencer al Haro Deportivo por 3-0 (0-2 y 1-0), curiosamente fue el rival que les apeó del ascenso la temporada anterior.
La temporada 2017-18 firma con el Club de Fútbol Villanovense de la Segunda División B de España.
En la temporada 2018-19, firma como entrenador del Real Racing Club de Santander de la Segunda División B de España. El técnico consiguió el ascenso a la LaLiga SmartBank al término de la temporada.
En la temporada 2019-20, hace su debut en la LaLiga SmartBank, pero el 11 de noviembre de 2019, sería destituido en la jornada 15 con un balance de una victoria, nueve empates y cinco derrotas.
El 21 de junio de 2021, se convierte en entrenador del Algeciras Club de Fútbol de la Primera Federación, hasta el año 2025. El 27 de junio de 2023, se desvinculó del Algeciras Club de Fútbol, un día después fue fichado por el  Córdoba Club de Fútbol, al término de la temporada consiguió el ascenso a LaLiga Hypermotion.

## Selección nacional
Jugó en todas las categorías inferiores de la selección de fútbol de España. Fue campeón de Europa sub-18 en 1995 y tercero en el Campeonato de Europa sub-21 de 2000. También participó en el Mundial sub-20 de 1997, disputado en Malasia.
Ha disputado tres encuentros internacionales de carácter amistoso con la selección de fútbol de Asturias.

## Clubes

### Como jugador
| Club                   | País   | Año       |
| ---------------------- | ------ | --------- |
| Real Oviedo "B"        | España | 1994-1995 |
| Real Oviedo            | España | 1994-2001 |
| C. D. Tenerife         | España | 2001-2003 |
| Rayo Vallecano         | España | 2003-2004 |
| Gimnástic de Tarragona | España | 2004-2005 |
| Cádiz C. F.            | España | 2005-2006 |
| Lorca Deportiva C. F.  | España | 2006-2007 |
| C. D. Covadonga        | España | 2008-2009 |
| Real Oviedo            | España | 2009-2010 |

### Como entrenador
| Club                | País   | Año       |
| ------------------- | ------ | --------- |
| C. D. Covadonga     | España | 2011-2013 |
| Real Oviedo Vetusta | España | 2013-2015 |
| Caudal Deportivo    | España | 2015-2017 |
| C. F. Villanovense  | España | 2017-2018 |
| Racing de Santander | España | 2018-2019 |
| Algeciras C. F.     | España | 2021-2023 |
| Córdoba C. F.       | España | 2023-     |